# Hiền Thành
Hiền Thành là một xã cũ thuộc huyện Vĩnh Linh, tỉnh Quảng Trị, Việt Nam.
Trên địa bàn xã có cầu Hiền Lương nổi tiếng bắc qua sông Bến Hải.
Tên của xã được ghép từ tên của hai xã cũ là Vĩnh Hiền và Vĩnh Thành.

## Lịch sử
Ngày 16 tháng 6 năm 2025, Ủy ban Thường vụ Quốc hội ban hành Nghị quyết số 1680/NQ-UBTVQH15 về việc sắp xếp các đơn vị hành chính cấp xã của tỉnh Quảng Trị năm 2025. Theo đó, sắp xếp toàn bộ diện tích tự nhiên, quy mô dân số của các thị trấn Cửa Tùng, xã Vĩnh Giang, xã Hiền Thành, xã Kim Thạch thành xã mới có tên gọi là xã Cửa Tùng.

## Địa lý

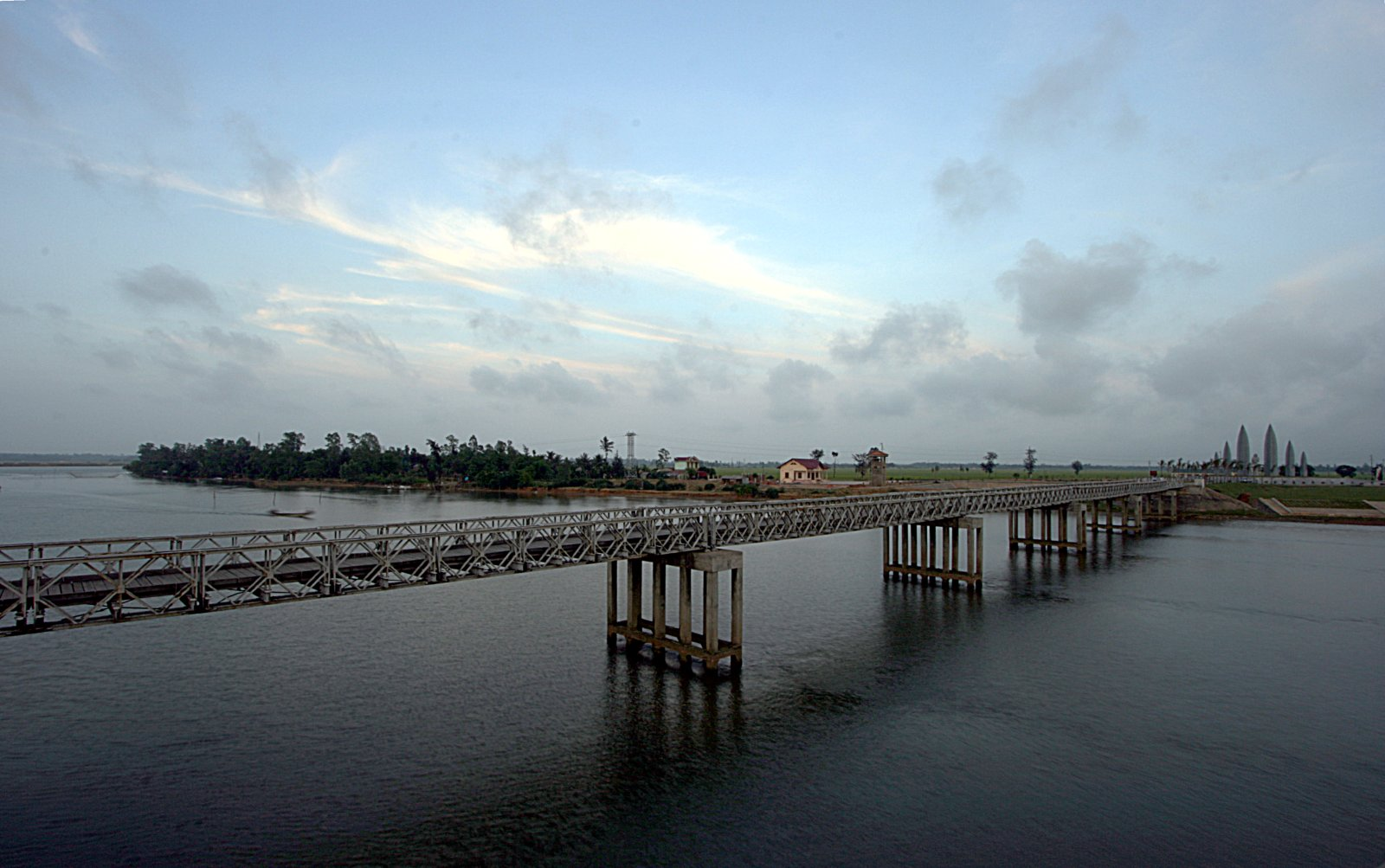
Cầu Hiền Lương bắc qua sông Bến Hải

Xã Hiền Thành nằm ở phía đông huyện Vĩnh Linh, có vị trí địa lý:
- Phía đông giáp thị trấn Cửa Tùng và xã Kim Thạch
- Phía tây giáp các xã Vĩnh Lâm, Vĩnh Hòa và Vĩnh Sơn
- Phía nam giáp huyện Gio Linh và xã Vĩnh Giang
- Phía bắc giáp xã Kim Thạch và xã Trung Nam.

Xã Hiền Thành có diện tích 10,62 km², dân số năm 2018 là 3.586 người, mật độ dân số đạt 338 người/km².

## Hành chính
Xã Hiền Thành được chia thành 10 thôn: Hiền Lương, Liêm Công Phường, Liêm Công Tây, Liêm Công Đông, Tân Trại Thượng, Phúc Đức, Hòa Bình, Tân Trường, Tân An, Thái Mỹ.

## Lịch sử
Địa bàn xã Hiền Thành hiện nay trước đây vốn là hai xã Vĩnh Hiền và Vĩnh Thành thuộc huyện Vĩnh Linh.
Trước khi sáp nhập, xã Vĩnh Hiền có diện tích 6,76 km², dân số là 1.949 người, mật độ dân số đạt 288 người/km². Xã Vĩnh Thành có diện tích 10,62 km², dân số là 3.586 người, mật độ dân số đạt 338 người/km², gồm 5 thôn: Hiền Lương, Liêm Công Phường, Liêm Công Tây, Liêm Công Đông, Tân Trại Thượng.
Ngày 17 tháng 12 năm 2019, Ủy ban Thường vụ Quốc hội ban hành Nghị quyết 832/NQ-UBTVQH14 về việc sắp xếp các đơn vị hành chính cấp xã thuộc tỉnh Quảng Trị (nghị quyết có hiệu lực từ ngày 1 tháng 1 năm 2020). Theo đó, sáp nhập toàn bộ diện tích và dân số của hai xã Vĩnh Hiền và Vĩnh Thành thành xã Hiền Thành.

## Du lịch
- Cầu Hiền Lương

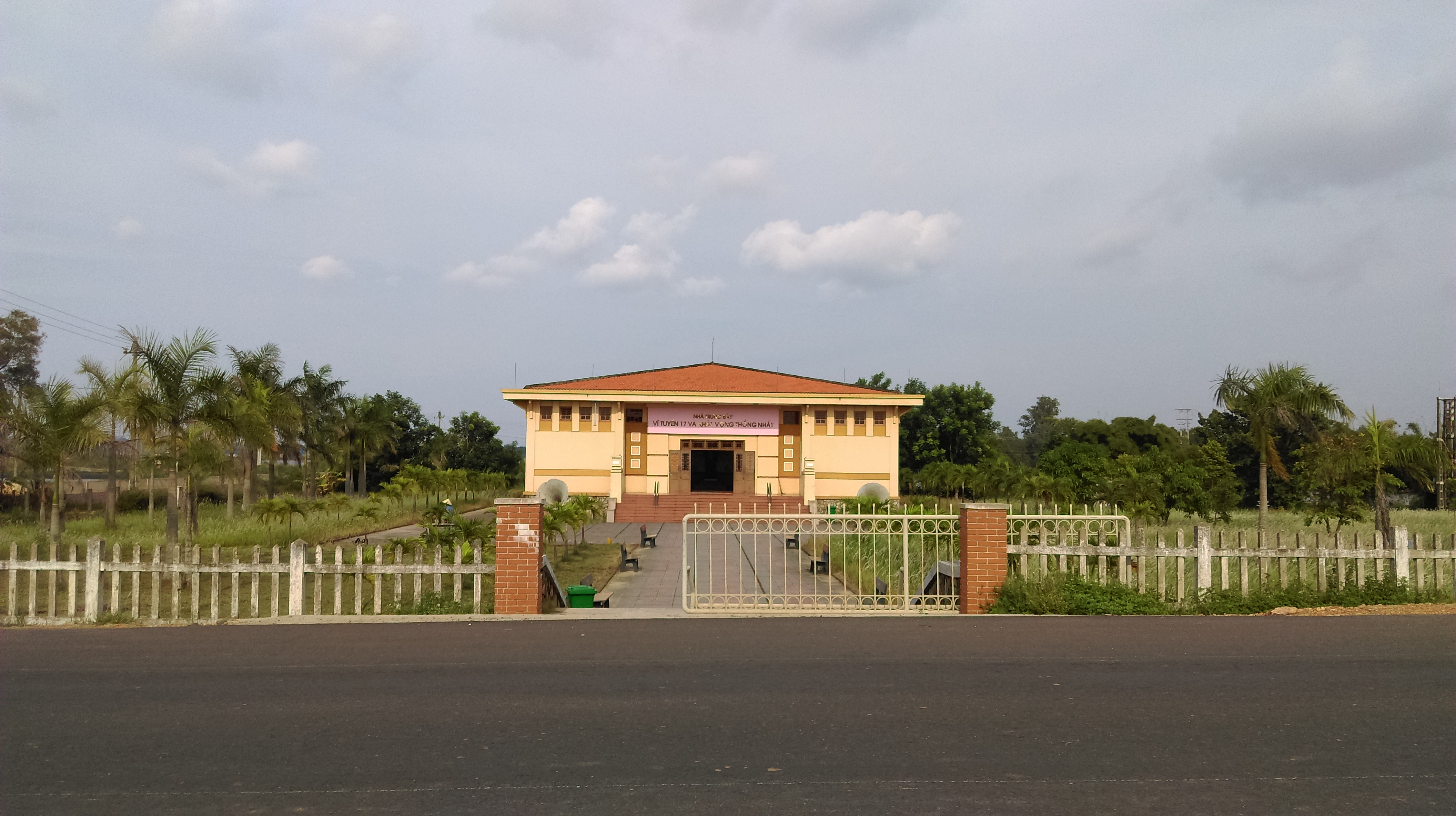
Nhà Trưng bày Vĩ tuyến 17
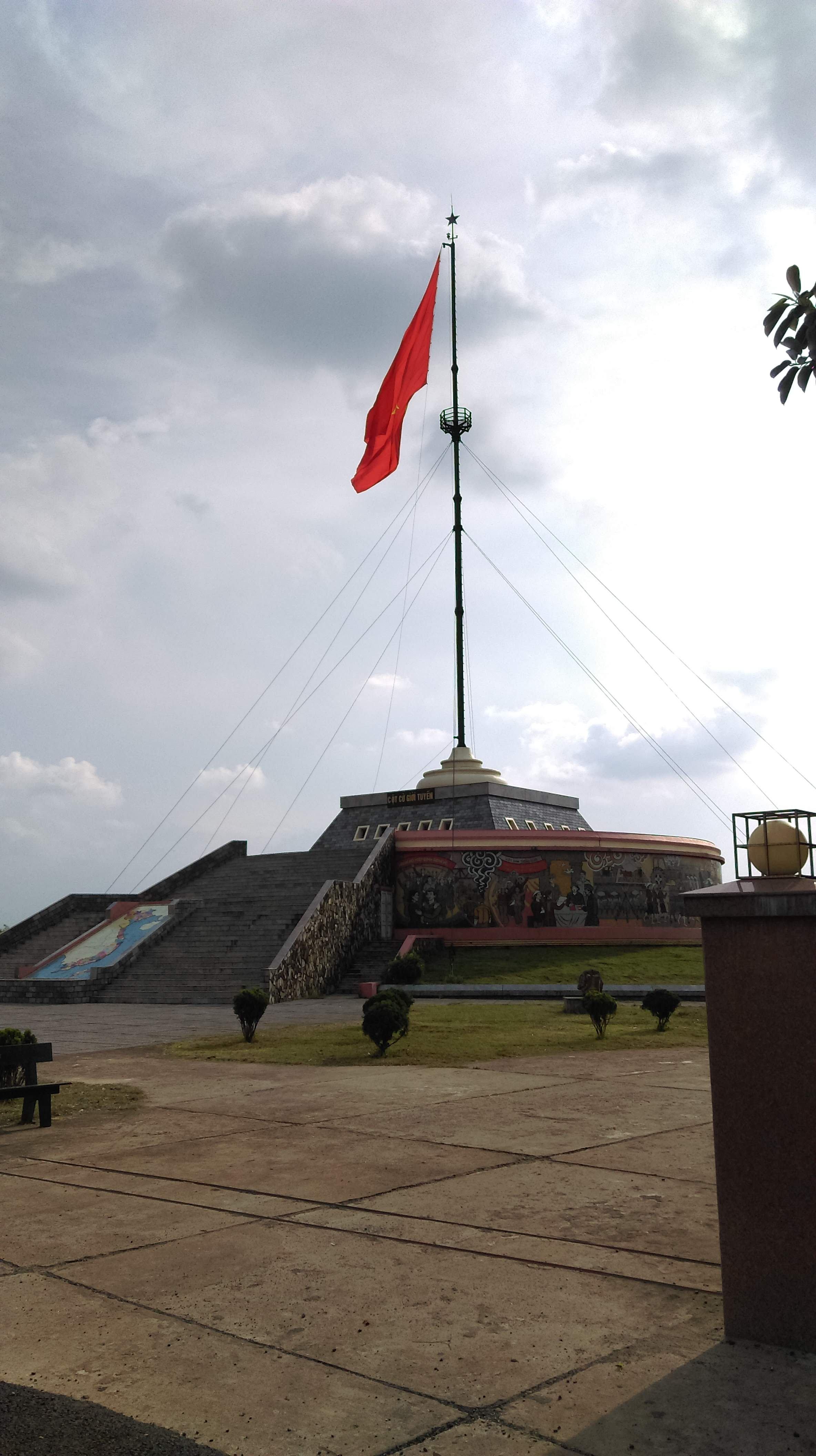
Cột cờ cầu Hiền Lương
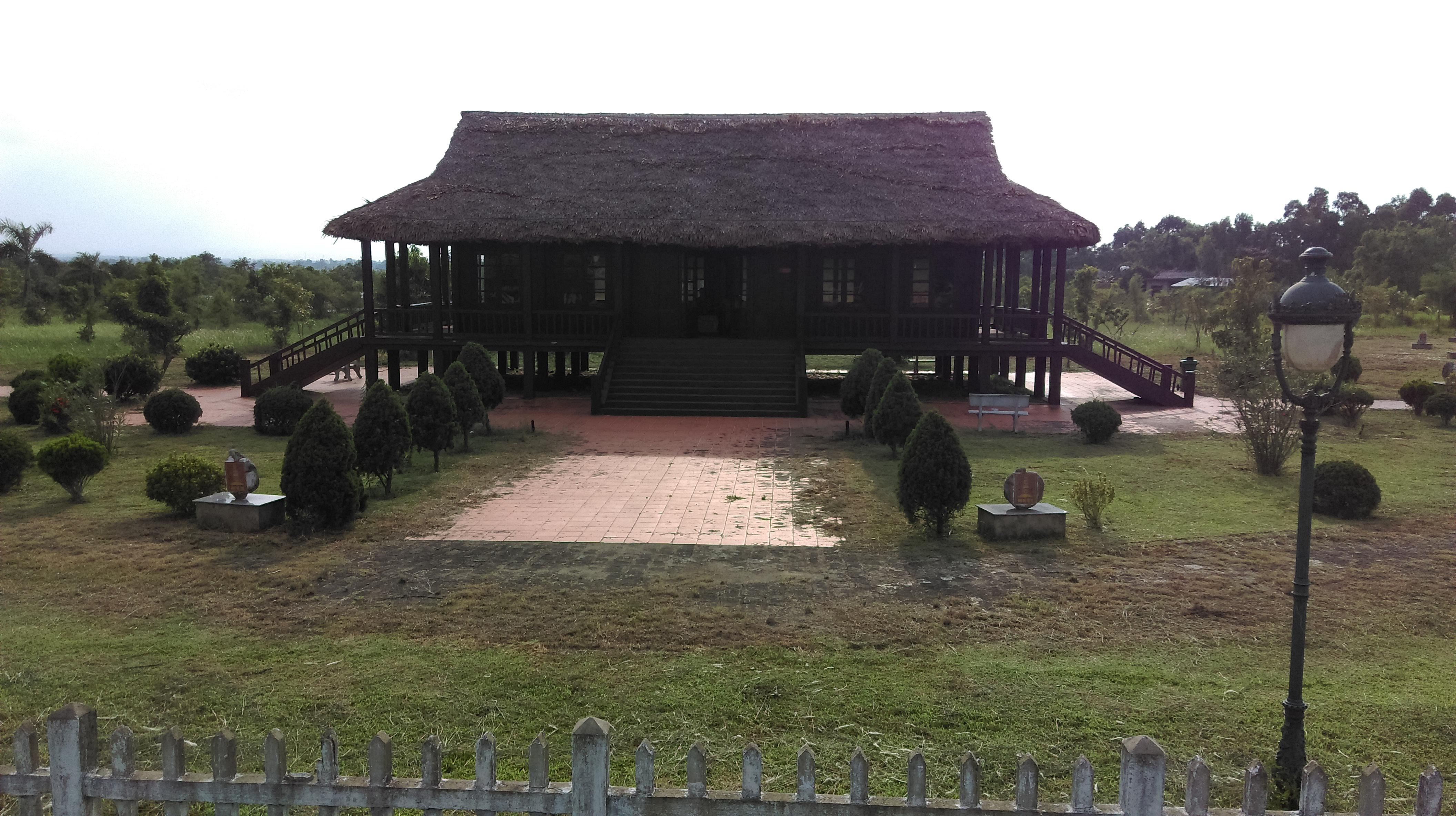
Di tích Đôi bờ Hiền Lương